# El Porvenir, Villaflores
El Porvenir är en ort i Mexiko.   Den ligger i kommunen Villaflores och delstaten Chiapas, i den sydöstra delen av landet, 700 km sydost om huvudstaden Mexico City. El Porvenir ligger 563 meter över havet och antalet invånare är 178.
Terrängen runt El Porvenir är kuperad åt nordost, men åt sydväst är den platt. Runt El Porvenir är det ganska glesbefolkat, med 24 invånare per kvadratkilometer. Närmaste större samhälle är Villa Corzo, 9,8 km söder om El Porvenir. Omgivningarna runt El Porvenir är en mosaik av jordbruksmark och naturlig växtlighet.